# Kalhana
Kalhana (Sanskriet: कल्हण, Kalhana) was een twaalfde-eeuwse schrijver en historicus uit Kasjmir. Zijn enige overgebleven werk is een achtdelige geschiedenis van Kasjmir, de Rajatarangini (Rivier van Koningen), die hij tussen 1148 en 1149 schreef. Dit is de enige gedetailleerde historische bron over de geschiedenis van Kasjmir en naburige streken in de middeleeuwen.
Het werk geeft ook enige informatie over de schrijver zelf. Zijn vader, Canpaka, was waarschijnlijk minister onder koning Harsha (regeerde 1089-1101). Kalhana's kennis van het Sanskriet maakt het aannemelijk dat hij een brahmaan was. Hij was waarschijnlijk een aanbidder van de god Shiva, aangezien hij elk hoofdstuk in zijn werk vooraf laat gaan door gebeden tot deze god.
Het meest opvallende aan Kalhana's werk is dat hij grote waarde hechtte aan het waarheidsgetrouw en nauwkeurig plaatsgebonden weergeven van gebeurtenissen. Historici zien hem daarom als de eerste geschiedschrijver van India, al noemde hij zelf eerdere werken, waarvan alleen Nilamata Purana is overgeleverd.
In zijn werk stelde hij dat geschiedenis geschreven moet worden als een rechter, zonder vooringenomenheid. Desondanks maakte hij niet altijd onderscheid tussen feiten en legendes en zijn chronologie vertoont ook de nodige fouten.
- Bibliothèque nationale de France: cb12303379s (data)
- Gemeinsame Normdatei: 118559508
- International Standard Name Identifier: 0000 0004 0362 3860
- Library of Congress Control Number: n82218853
- Nationale Bibliotheek van Israël: 987007263421005171
- Nederlandse Thesaurus van Auteursnamen: 110603567
- Système universitaire de documentation: 161275443
- Virtual International Authority File: 262659175